# لا كلاسيك موربيهان 2021
لا كلاسيك موربيهان 2021 (بالفرنسية: La Classique Morbihan 2021)‏ هو سباق دراجات هوائية، وهو الموسم رقم 6 من لا كلاسيك موربيهان، وأقيم في 15 أكتوبر 2021، وامتدّ لمسافة 115 كيلومتر، وهو أحد سباقات سباق الدراجات على الطريق للسيدات 2021، وشارك فيه 89 متسابقاً ووصل إلى نهايته 64 متسابقاً.
فاز بالمركز الأول صوفيا بيرتيزولو، وبالمركز الثاني فالنتاين فورتين، وبالمركز الثالث كيارا كونسوني.

## الفرق
| فرق سيدات عالمية (3)- FDJ–Suez ‏ - ليف ريسينغ 2021 ‏ - موفيستار للسيدات 2021 ‏ فرق دراجات قارية سيدات (7)- اركيا للسيدات 2021 ‏ - بيبينك 2021 ‏ - ماكوجيب تورناتيك جيروندان دي بوردو 2021 ‏ - إن إكس تي جي ريسينغ 2021 ‏ - باركهوتل فالكنبورغ 2021 ‏ - شارينت ماريتايم سيكلينج للسيدات سيكلينج 2021 ‏ - فالكار سيلانس 2021 ‏ فريق وطني- فريق سلوفينيا لركوب الدراجات للسيدات 2021‏ فرق دراجات هواة سيدات (5)- Breizh Ladies‏ - Elles-Groupama-Pays de la Loire‏ - St. Michel–Preference Home–Auber93 (women's team) ‏ - Torelli (cycling team) ‏ - VC Morteau Montbenoit‏ فريق نادي الدراجات- دبليو سي سي تيم 2021 ‏ |  |
| |  |

## المشاركون
| FDJ–Suez ‏ FDJ | FDJ–Suez ‏ FDJ       | FDJ–Suez ‏ FDJ |
| ------------- | ------------------- | ------------- |
| م             | عداء                | مرتبة         |
| 1             | مارتا كافالي        | 21            |
| 2             | Stine Borgli ‏       | 41            |
| 3             | Maëlle Grossetête ‏  | 28            |
| 4             | Marie Le Net ‏       | 18            |
| 5             | سيسيلي أوتوب لودفيغ | 9             |
| 6             | Victorie Guilman ‏   | 36            |

| ليف ريسينغ ‏ LIV | ليف ريسينغ ‏ LIV       | ليف ريسينغ ‏ LIV |
| --------------- | --------------------- | --------------- |
| م               | عداء                  | مرتبة           |
| 11              | صوفيا بيرتيزولو       | 1               |
| 14              | لوت كوبيكي (طريق)     | 7               |
| 15              | Ayesha McGowan ‏       | 51              |
| 16              | Pauliena Rooijakkers ‏ | 43              |

| موفيستار للسيدات ‏ MOV | موفيستار للسيدات ‏ MOV         | موفيستار للسيدات ‏ MOV |
| --------------------- | ----------------------------- | --------------------- |
| م                     | عداء                          | مرتبة                 |
| 21                    | أود بيانيك                    | 46                    |
| 22                    | Jelena Erić (cyclist) ‏ (طريق) | 48                    |
| 23                    | شيلا جوتيريز                  | لم يكمل السباق        |
| 24                    | Paula Patiño ‏                 | 44                    |
| 25                    | غلوريا رودريغيز               | 47                    |
| 26                    | Alba Teruel Ribes ‏            | 45                    |

| اركيا للسيدات ‏ ARK | اركيا للسيدات ‏ ARK       | اركيا للسيدات ‏ ARK |
| ------------------ | ------------------------ | ------------------ |
| م                  | عداء                     | مرتبة              |
| 31                 | بولين ألين               | 35                 |
| 32                 | غلاديس فيرهلست ‏          | 34                 |
| 33                 | Lucie Jounier ‏           | 8                  |
| 34                 | Typhaine Laurance ‏       | 50                 |
| 35                 | Marie-Morgane Le Deunff ‏ | 31                 |

| بيبينك ‏ BPK | بيبينك ‏ BPK       | بيبينك ‏ BPK    |
| ----------- | ----------------- | -------------- |
| م           | عداء              | مرتبة          |
| 41          | Nadia Quagliotto ‏ | 13             |
| 42          | Silvia Valsecchi ‏ | 59             |
| 43          | Lara Crestanello‏  | لم يكمل السباق |
| 44          | Prisca Savi‏       | 60             |
| 45          | Silvia Zanardi ‏   | 6              |
| 46          | Matilde Vitillo ‏  | 58             |

| ساس ماكوجيب ‏ MTG | ساس ماكوجيب ‏ MTG   | ساس ماكوجيب ‏ MTG |
| ---------------- | ------------------ | ---------------- |
| م                | عداء               | مرتبة            |
| 51               | Morgane Coston ‏    | 23               |
| 52               | Lucie Liboreau‏     | 54               |
| 53               | Balladyne Tritsch ‏ | لم يكمل السباق   |
| 54               | Cindy Pomares ‏     | 33               |
| 55               | Andrea Martinez‏    | 52               |

| إن إكس تي جي ريسينغ ‏ NXG | إن إكس تي جي ريسينغ ‏ NXG | إن إكس تي جي ريسينغ ‏ NXG |
| ------------------------ | ------------------------ | ------------------------ |
| م                        | عداء                     | مرتبة                    |
| 62                       | Britt Knaven ‏            | 39                       |
| 63                       | Charlotte Kool ‏          | 12                       |
| 64                       | Ilse Pluimers ‏           | 25                       |
| 65                       | Maud Rijnbeek ‏           | 26                       |
| 66                       | Maureen Arens ‏           | 38                       |

| باركهوتل فالكنبورغ ‏ PHV | باركهوتل فالكنبورغ ‏ PHV | باركهوتل فالكنبورغ ‏ PHV |
| ----------------------- | ----------------------- | ----------------------- |
| م                       | عداء                    | مرتبة                   |
| 71                      | Nina Buijsman ‏          | 5                       |
| 72                      | Marit Raaijmakers ‏      | 19                      |
| 73                      | Belle de Gast ‏          | لم يكمل السباق          |
| 74                      | Lieke Nooijen ‏          | 64                      |
| 75                      | Sofie van Rooijen ‏      | 42                      |
| 76                      | Rachel Neylan ‏          | لم يكمل السباق          |

| شارينت ماريتايم سيلينج للسيدات ‏ CMW | شارينت ماريتايم سيلينج للسيدات ‏ CMW | شارينت ماريتايم سيلينج للسيدات ‏ CMW |
| ----------------------------------- | ----------------------------------- | ----------------------------------- |
| م                                   | عداء                                | مرتبة                               |
| 81                                  | Maëva Squiban ‏                      | 14                                  |
| 83                                  | India Grangier ‏                     | 10                                  |
| 84                                  | Coralie Demay ‏                      | 61                                  |
| 85                                  | Noémie Abgrall ‏                     | لم يكمل السباق                      |

| فالكار سيلانس ‏ VAL | فالكار سيلانس ‏ VAL   | فالكار سيلانس ‏ VAL |
| ------------------ | -------------------- | ------------------ |
| م                  | عداء                 | مرتبة              |
| 91                 | Ilaria Sanguineti ‏   | 20                 |
| 92                 | Silvia Magri ‏        | 11                 |
| 93                 | Eleonora Gasparrini ‏ | 17                 |
| 94                 | كيارا كونسوني        | 3                  |
| 95                 | Martina Alzini ‏      | 37                 |
| 96                 | Elizabeth Stannard ‏  | 57                 |

| فريق سلوفينيا لركوب الدراجات للسيدات 2021‏ SLO | فريق سلوفينيا لركوب الدراجات للسيدات 2021‏ SLO | فريق سلوفينيا لركوب الدراجات للسيدات 2021‏ SLO |
| --------------------------------------------- | --------------------------------------------- | --------------------------------------------- |
| م                                             | عداء                                          | مرتبة                                         |
| 101                                           | يوجينة بوجاك (طريق)                           | 4                                             |
| 102                                           | Erika Jesenko‏                                 | لم يكمل السباق                                |
| 103                                           | Nina Pugelj‏                                   | لم يكمل السباق                                |
| 104                                           | Tjaša Sušnik ‏                                 | 27                                            |
| 105                                           | Lara Rajterič‏                                 | لم يكمل السباق                                |
| 106                                           | Ana Ahačič‏                                    | لم يكمل السباق                                |

| دبليو سي سي تيم ‏ WCC | دبليو سي سي تيم ‏ WCC        | دبليو سي سي تيم ‏ WCC |
| -------------------- | --------------------------- | -------------------- |
| م                    | عداء                        | مرتبة                |
| 111                  | Akvilė Gedraitytė ‏          | لم يكمل السباق       |
| 112                  | Anastasiya Kolesava ‏        | 22                   |
| 113                  | Ayan Khankishiyeva‏ (طريق)   | لم يكمل السباق       |
| 115                  | Frances Janse van Rensburg ‏ | 15                   |
| 116                  | Desiet Kidane ‏              | 53                   |

| Breizh Ladies‏ ___ | Breizh Ladies‏ ___ | Breizh Ladies‏ ___ |
| ----------------- | ----------------- | ----------------- |
| م                 | عداء              | مرتبة             |
| 121               | Marie Camenen‏     | 32                |
| 122               | Maryanne Hinault‏  | لم يكمل السباق    |
| 123               | Loreleï Vachey‏    | لم يكمل السباق    |
| 124               | Laura Guegan‏      | لم يكمل السباق    |
| 126               | Chloé Charpentier‏ | 56                |

| Elles-Groupama-Pays de la Loire‏ ___ | Elles-Groupama-Pays de la Loire‏ ___ | Elles-Groupama-Pays de la Loire‏ ___ |
| ----------------------------------- | ----------------------------------- | ----------------------------------- |
| م                                   | عداء                                | مرتبة                               |
| 131                                 | Justine Gegu‏                        | 49                                  |
| 133                                 | Ysoline Corbineau‏                   | لم يكمل السباق                      |
| 134                                 | Noémie Garnier ‏                     | لم يكمل السباق                      |
| 135                                 | Laurie Vezie‏                        | لم يكمل السباق                      |

| St. Michel–Preference Home–Auber93 (women's team) ‏ AUB | St. Michel–Preference Home–Auber93 (women's team) ‏ AUB | St. Michel–Preference Home–Auber93 (women's team) ‏ AUB |
| ------------------------------------------------------ | ------------------------------------------------------ | ------------------------------------------------------ |
| م                                                      | عداء                                                   | مرتبة                                                  |
| 141                                                    | Sandrine Bideau ‏                                       | 24                                                     |
| 142                                                    | Barbara Fonseca ‏                                       | 40                                                     |
| 143                                                    | Margot Pompanon ‏                                       | 55                                                     |
| 144                                                    | فالنتاين فورتين                                        | 2                                                      |

| VC Morteau Montbenoit‏ ___ | VC Morteau Montbenoit‏ ___ | VC Morteau Montbenoit‏ ___ |
| ------------------------- | ------------------------- | ------------------------- |
| م                         | عداء                      | مرتبة                     |
| 151                       | Marine Allione ‏           | 29                        |
| 152                       | Emeline Courtot‏           | لم يكمل السباق            |
| 153                       | Marie Gielen ‏             | 16                        |
| 154                       | Cécile Lejeune ‏           | لم يكمل السباق            |
| 155                       | Manon Plet‏                | لم يكمل السباق            |
| 156                       | Laura Semon‏               | لم يكمل السباق            |

| Torelli (cycling team) ‏ ___ | Torelli (cycling team) ‏ ___ | Torelli (cycling team) ‏ ___ |
| --------------------------- | --------------------------- | --------------------------- |
| م                           | عداء                        | مرتبة                       |
| 161                         | Nicole Coates‏               | 62                          |
| 162                         | Amalie Winther ‏             | لم يكمل السباق              |
| 163                         | Fiona Schröder‏              | 63                          |
| 164                         | Gabriella Nordin‏            | لم يكمل السباق              |
| 165                         | Olivia Bentley‏              | 30                          |
| 166                         | Charlotte Williams‏          | لم يكمل السباق              |

| FDJ–Suez ‏ FDJ | FDJ–Suez ‏ FDJ       | FDJ–Suez ‏ FDJ |
| ------------- | ------------------- | ------------- |
| م             | عداء                | مرتبة         |
| 1             | مارتا كافالي        | 21            |
| 2             | Stine Borgli ‏       | 41            |
| 3             | Maëlle Grossetête ‏  | 28            |
| 4             | Marie Le Net ‏       | 18            |
| 5             | سيسيلي أوتوب لودفيغ | 9             |
| 6             | Victorie Guilman ‏   | 36            |

| ليف ريسينغ ‏ LIV | ليف ريسينغ ‏ LIV       | ليف ريسينغ ‏ LIV |
| --------------- | --------------------- | --------------- |
| م               | عداء                  | مرتبة           |
| 11              | صوفيا بيرتيزولو       | 1               |
| 14              | لوت كوبيكي (طريق)     | 7               |
| 15              | Ayesha McGowan ‏       | 51              |
| 16              | Pauliena Rooijakkers ‏ | 43              |

| موفيستار للسيدات ‏ MOV | موفيستار للسيدات ‏ MOV         | موفيستار للسيدات ‏ MOV |
| --------------------- | ----------------------------- | --------------------- |
| م                     | عداء                          | مرتبة                 |
| 21                    | أود بيانيك                    | 46                    |
| 22                    | Jelena Erić (cyclist) ‏ (طريق) | 48                    |
| 23                    | شيلا جوتيريز                  | لم يكمل السباق        |
| 24                    | Paula Patiño ‏                 | 44                    |
| 25                    | غلوريا رودريغيز               | 47                    |
| 26                    | Alba Teruel Ribes ‏            | 45                    |

| اركيا للسيدات ‏ ARK | اركيا للسيدات ‏ ARK       | اركيا للسيدات ‏ ARK |
| ------------------ | ------------------------ | ------------------ |
| م                  | عداء                     | مرتبة              |
| 31                 | بولين ألين               | 35                 |
| 32                 | غلاديس فيرهلست ‏          | 34                 |
| 33                 | Lucie Jounier ‏           | 8                  |
| 34                 | Typhaine Laurance ‏       | 50                 |
| 35                 | Marie-Morgane Le Deunff ‏ | 31                 |

| بيبينك ‏ BPK | بيبينك ‏ BPK       | بيبينك ‏ BPK    |
| ----------- | ----------------- | -------------- |
| م           | عداء              | مرتبة          |
| 41          | Nadia Quagliotto ‏ | 13             |
| 42          | Silvia Valsecchi ‏ | 59             |
| 43          | Lara Crestanello‏  | لم يكمل السباق |
| 44          | Prisca Savi‏       | 60             |
| 45          | Silvia Zanardi ‏   | 6              |
| 46          | Matilde Vitillo ‏  | 58             |

| ساس ماكوجيب ‏ MTG | ساس ماكوجيب ‏ MTG   | ساس ماكوجيب ‏ MTG |
| ---------------- | ------------------ | ---------------- |
| م                | عداء               | مرتبة            |
| 51               | Morgane Coston ‏    | 23               |
| 52               | Lucie Liboreau‏     | 54               |
| 53               | Balladyne Tritsch ‏ | لم يكمل السباق   |
| 54               | Cindy Pomares ‏     | 33               |
| 55               | Andrea Martinez‏    | 52               |

| إن إكس تي جي ريسينغ ‏ NXG | إن إكس تي جي ريسينغ ‏ NXG | إن إكس تي جي ريسينغ ‏ NXG |
| ------------------------ | ------------------------ | ------------------------ |
| م                        | عداء                     | مرتبة                    |
| 62                       | Britt Knaven ‏            | 39                       |
| 63                       | Charlotte Kool ‏          | 12                       |
| 64                       | Ilse Pluimers ‏           | 25                       |
| 65                       | Maud Rijnbeek ‏           | 26                       |
| 66                       | Maureen Arens ‏           | 38                       |

| باركهوتل فالكنبورغ ‏ PHV | باركهوتل فالكنبورغ ‏ PHV | باركهوتل فالكنبورغ ‏ PHV |
| ----------------------- | ----------------------- | ----------------------- |
| م                       | عداء                    | مرتبة                   |
| 71                      | Nina Buijsman ‏          | 5                       |
| 72                      | Marit Raaijmakers ‏      | 19                      |
| 73                      | Belle de Gast ‏          | لم يكمل السباق          |
| 74                      | Lieke Nooijen ‏          | 64                      |
| 75                      | Sofie van Rooijen ‏      | 42                      |
| 76                      | Rachel Neylan ‏          | لم يكمل السباق          |

| شارينت ماريتايم سيلينج للسيدات ‏ CMW | شارينت ماريتايم سيلينج للسيدات ‏ CMW | شارينت ماريتايم سيلينج للسيدات ‏ CMW |
| ----------------------------------- | ----------------------------------- | ----------------------------------- |
| م                                   | عداء                                | مرتبة                               |
| 81                                  | Maëva Squiban ‏                      | 14                                  |
| 83                                  | India Grangier ‏                     | 10                                  |
| 84                                  | Coralie Demay ‏                      | 61                                  |
| 85                                  | Noémie Abgrall ‏                     | لم يكمل السباق                      |

| فالكار سيلانس ‏ VAL | فالكار سيلانس ‏ VAL   | فالكار سيلانس ‏ VAL |
| ------------------ | -------------------- | ------------------ |
| م                  | عداء                 | مرتبة              |
| 91                 | Ilaria Sanguineti ‏   | 20                 |
| 92                 | Silvia Magri ‏        | 11                 |
| 93                 | Eleonora Gasparrini ‏ | 17                 |
| 94                 | كيارا كونسوني        | 3                  |
| 95                 | Martina Alzini ‏      | 37                 |
| 96                 | Elizabeth Stannard ‏  | 57                 |

| فريق سلوفينيا لركوب الدراجات للسيدات 2021‏ SLO | فريق سلوفينيا لركوب الدراجات للسيدات 2021‏ SLO | فريق سلوفينيا لركوب الدراجات للسيدات 2021‏ SLO |
| --------------------------------------------- | --------------------------------------------- | --------------------------------------------- |
| م                                             | عداء                                          | مرتبة                                         |
| 101                                           | يوجينة بوجاك (طريق)                           | 4                                             |
| 102                                           | Erika Jesenko‏                                 | لم يكمل السباق                                |
| 103                                           | Nina Pugelj‏                                   | لم يكمل السباق                                |
| 104                                           | Tjaša Sušnik ‏                                 | 27                                            |
| 105                                           | Lara Rajterič‏                                 | لم يكمل السباق                                |
| 106                                           | Ana Ahačič‏                                    | لم يكمل السباق                                |

| دبليو سي سي تيم ‏ WCC | دبليو سي سي تيم ‏ WCC        | دبليو سي سي تيم ‏ WCC |
| -------------------- | --------------------------- | -------------------- |
| م                    | عداء                        | مرتبة                |
| 111                  | Akvilė Gedraitytė ‏          | لم يكمل السباق       |
| 112                  | Anastasiya Kolesava ‏        | 22                   |
| 113                  | Ayan Khankishiyeva‏ (طريق)   | لم يكمل السباق       |
| 115                  | Frances Janse van Rensburg ‏ | 15                   |
| 116                  | Desiet Kidane ‏              | 53                   |

| Breizh Ladies‏ ___ | Breizh Ladies‏ ___ | Breizh Ladies‏ ___ |
| ----------------- | ----------------- | ----------------- |
| م                 | عداء              | مرتبة             |
| 121               | Marie Camenen‏     | 32                |
| 122               | Maryanne Hinault‏  | لم يكمل السباق    |
| 123               | Loreleï Vachey‏    | لم يكمل السباق    |
| 124               | Laura Guegan‏      | لم يكمل السباق    |
| 126               | Chloé Charpentier‏ | 56                |

| Elles-Groupama-Pays de la Loire‏ ___ | Elles-Groupama-Pays de la Loire‏ ___ | Elles-Groupama-Pays de la Loire‏ ___ |
| ----------------------------------- | ----------------------------------- | ----------------------------------- |
| م                                   | عداء                                | مرتبة                               |
| 131                                 | Justine Gegu‏                        | 49                                  |
| 133                                 | Ysoline Corbineau‏                   | لم يكمل السباق                      |
| 134                                 | Noémie Garnier ‏                     | لم يكمل السباق                      |
| 135                                 | Laurie Vezie‏                        | لم يكمل السباق                      |

| St. Michel–Preference Home–Auber93 (women's team) ‏ AUB | St. Michel–Preference Home–Auber93 (women's team) ‏ AUB | St. Michel–Preference Home–Auber93 (women's team) ‏ AUB |
| ------------------------------------------------------ | ------------------------------------------------------ | ------------------------------------------------------ |
| م                                                      | عداء                                                   | مرتبة                                                  |
| 141                                                    | Sandrine Bideau ‏                                       | 24                                                     |
| 142                                                    | Barbara Fonseca ‏                                       | 40                                                     |
| 143                                                    | Margot Pompanon ‏                                       | 55                                                     |
| 144                                                    | فالنتاين فورتين                                        | 2                                                      |

| VC Morteau Montbenoit‏ ___ | VC Morteau Montbenoit‏ ___ | VC Morteau Montbenoit‏ ___ |
| ------------------------- | ------------------------- | ------------------------- |
| م                         | عداء                      | مرتبة                     |
| 151                       | Marine Allione ‏           | 29                        |
| 152                       | Emeline Courtot‏           | لم يكمل السباق            |
| 153                       | Marie Gielen ‏             | 16                        |
| 154                       | Cécile Lejeune ‏           | لم يكمل السباق            |
| 155                       | Manon Plet‏                | لم يكمل السباق            |
| 156                       | Laura Semon‏               | لم يكمل السباق            |

| Torelli (cycling team) ‏ ___ | Torelli (cycling team) ‏ ___ | Torelli (cycling team) ‏ ___ |
| --------------------------- | --------------------------- | --------------------------- |
| م                           | عداء                        | مرتبة                       |
| 161                         | Nicole Coates‏               | 62                          |
| 162                         | Amalie Winther ‏             | لم يكمل السباق              |
| 163                         | Fiona Schröder‏              | 63                          |
| 164                         | Gabriella Nordin‏            | لم يكمل السباق              |
| 165                         | Olivia Bentley‏              | 30                          |
| 166                         | Charlotte Williams‏          | لم يكمل السباق              |

## التصنيف العام النهائي
| التصنيف العام         | التصنيف العام       | التصنيف العام | التصنيف العام                                      | التصنيف العام |
| العداء                | العداء              | البلد         | الفريق                                             | الوقت         |
| --------------------- | ------------------- | ------------- | -------------------------------------------------- | ------------- |
| 1                     | صوفيا بيرتيزولو     | إيطاليا       | ليف ريسينغ ‏                                        | 3 س 01 د 21 ث |
| 2                     | فالنتاين فورتين     | فرنسا         | St. Michel–Preference Home–Auber93 (women's team) ‏ | + 9 ث         |
| 3                     | كيارا كونسوني       | إيطاليا       | فالكار سيلانس ‏                                     | + 9 ث         |
| 4                     | يوجينة بوجاك        | سلوفينيا      | يو أي أيه تيم ‏                                     | + 9 ث         |
| 5                     | Nina Buijsman ‏      | هولندا        | باركهوتل فالكنبورغ ‏                                | + 9 ث         |
| 6                     | Silvia Zanardi ‏     | إيطاليا       | بيبينك ‏                                            | + 9 ث         |
| 7                     | لوت كوبيكي          | بلجيكا        | ليف ريسينغ ‏                                        | + 9 ث         |
| 8                     | Lucie Jounier ‏      | فرنسا         | اركيا للسيدات ‏                                     | + 9 ث         |
| 9                     | سيسيلي أوتوب لودفيغ | الدنمارك      | FDJ–Suez ‏                                          | + 9 ث         |
| 10                    | India Grangier ‏     | فرنسا         | شارينت ماريتايم سيلينج للسيدات ‏                    | + 9 ث         |
| مصدر: ProCyclingStats |                     |               |                                                    |               |

## وصلات خارجية
- الموقع الرسمي
- لمحة عن سباق لا كلاسيك موربيهان 2021 على موقع  ProCyclingStats   (برو  سايكلنج  ستاتس) - إحصاءات  محترفي  الدراجات.
- لا كلاسيك موربيهان 2021 على موقع إحصائيات الدراجات الإحترافية (الإنجليزية)